# Franciszek Bloch
Franciszek Bogdan Bloch ps. „Bogdan”, „Bogdański” (ur. 22 marca 1921 w Woli Cyrusowej, zm. 1 sierpnia 1951) – uczestnik II wojny światowej, oficer aparatu bezpieczeństwa PRL.

## Życiorys
Syn Franciszka i Apolonii. W czasie okupacji niemieckiej członek organizacji Rewolucyjne Rady Robotniczo-Chłopskie „Młot i Sierp”, a następnie żołnierz Armii Ludowej, oficer sztabu, łącznik między Płockim Okręgiem a Sztabem Głównym GL-AL. 3 września 1943 został ranny w walce z Niemcami i ujęty, ale zbiegł. Od czerwca 1944 w Sztabie Okręgu AL dowódca kompanii sztabowej Brygady AL „Synowie Ziemi Mazowieckiej”, ps. „Bogdan” (tego pseudonimu używał po wojnie jako imienia).
Po wojnie został funkcjonariuszem aparatu bezpieczeństwa. Absolwent Centralnej Szkoły MBP w Łodzi. Od 28 września 1945 referent Sekcji IV Wydziału I UBP na Pomorze Zachodnie, od 1 marca 1946 p.o. szefa PUBP w Dębnie, a jednocześnie (od 22 marca 1946) starszy referent PUBP w Chojnie, od 1 sierpnia 1948 szef PUBP w Sławnie, od 1 stycznia 1951 naczelnik Wydziału Żeglugi Morskiej WUBP w Koszalinie. Uchwałą Prezydium KRN z 6 września 1946 odznaczony Orderem Krzyża Grunwaldu III klasy, a 11 dni później Srebrnym Krzyżem Zasługi.
Zginął w przypadkowej strzelaninie między funkcjonariuszami UB podczas akcji przeciwko organizacji konspiracyjnej „Krajowa Policja Bezpieczeństwa”.